# Эвенская письменность
Эвенская письменность — письменность, используемая для записи эвенского языка. За время своего существования функционировала на разных графических основах и неоднократно реформировалась. В настоящее время эвенская письменность функционирует на кириллице. В истории эвенской письменности выделяется 3 этапа:
- до начала 1930-х годов — ранние попытки создания письменности на основе кириллицы;
- 1931—1937 годы — письменность на латинской основе;
- с 1937 года — современная письменность на основе кириллицы.

## Ранние алфавиты
Первые записи отдельных слов эвенского языка были опубликованы Н. Витсеном в 1692 году. В XVIII веке отдельные эвенские слова были опубликованы Я. И. Линденау, а также в сравнительном словаре П. С. Палласа, вышедшем в 1787—1789 годах.
В 1840-х годах по поручению архиепископа Камчатского и Алеутского Иннокентия (Вениаминова) была начата работа по переводу церковных текстов на эвенский язык. Руководил работой охотский протоиерей Стефан Попов, а непосредственно переводом занимался станичный старшина Шелудяков из Тауйского форпоста. Это определило выбор диалекта для перевода — им стал ольский говор. Работы по переводу велись в 1851—1854 годах.
Первым результатом работы этих переводчиков стало издание в 1858 году Тунгусского букваря Архивная копия от 3 декабря 2021 на Wayback Machine на церковно-славянской графике. Алфавит этого букваря включал следующие буквы: А а, Б б, В в, Г̱ г̱, Ҥ̱ ҥ̱, Д д, Е е, И и, Ж ж, К к, Л л, М м, Н н, О о, П п, Р р, Т т, У у, Х х, Ч ч, Ш ш, С с, Ъ ъ, Ы ы, Ь ь, Ѣ ѣ, Э э, Ю ю, Ꙗ ѧ. Следом на этом алфавите были изданы словарь (1859, переиздан в 1900) и Евангелие от Матфея (1880).
В 1926 году в Петропавловске-Камчатском был издан «Словарь русско-ламутский и русско-корякский», в котором использовался русский алфавит. Также русский алфавит был положен в основу эвенской письменности в рукописном букваре, написанном в 1930 году учителем Н. П. Ткачиком в Аркинской школе.

## Латиница
В 1920-е годы в СССР начался процесс латинизации письменностей. В апреле 1930 года на VII пленуме Комитета Севера было принято решение о создании алфавитов для народов Севера. В мае 1931 года Наркомпросом РСФСР был утверждён «Единый северный алфавит», в том числе и его вариант для эвенского языка. Утверждённый алфавит имел следующий вид: А а, Ā ā, B в, Є є, D d, Ӡ ӡ, E e, Ә ә, Ә̄ ә̄, G g, H h, I i, J j, K k, L l, M m, N n, Ņ ņ, Ŋ ŋ, O o, Ō ō, P p, R r, S s, T t, U u, W w.
В 1932 году на латинском алфавите был издан букварь «Anŋamta toran» (А а, B в, Є є, D d, Ӡ ӡ, E e, Ә ә, Ә̄ ә̄, F f, G g, H h, I i, J j, K k, L l, M m, N n, Ņ ņ, Ŋ ŋ, O o, P p, R r, S s, T t, U u, W w, Z z), а затем стала выходить и иная учебная, детская, а также общественно-политическая литература и отдельные материалы в газетах.
В 1933—1934 годах алфавит был несколько модифицирован и в итоге стал выглядеть так:
| A a     | B в         | C c       | D d | Ӡ ӡ     | E e          | Ә ә         | Ә̄ ә̄  | F f |
| [a]     | [b]         | [tʃ] [ts] | [d] | [dʒ]    | [ɪa] [ɪ] [e] | [ə]         | [ə:] | [f] |
| G g     | H h         | I i       | J j | K k     | L l          | M m         | N n  | Ņ ņ |
| [g] [ɣ] | [h]         | [i] [ɪ]   | [j] | [k] [q] | [l]          | [m]         | [n]  | [ɲ] |
| Ŋ ŋ     | O o         | P p       | R r | S s     | T t          | U u         | W w  | Z z |
| [ŋ]     | [o] [ʊ] [ɵ] | [p]       | [r] | [s] [ʃ] | [t]          | [u] [ʊ] [ɵ] | [w]  | [ʒ] |

Этот алфавит был официально отменён в конце 1936 года, но продолжал использоваться в печати до 1939 года.

## Кириллица
В 1936—1937 годах эвенский латинизированный алфавит, как и другие алфавиты народов СССР, был заменён кириллическим алфавитом, который содержал все русские буквы и диграф Нг нг. Однако в эвеноязычной газете «Оротты правда», издававшейся в конце 1930-х годов в Магадане, использовалась дополнительная буква ә. В официальном варианте эвенской письменности в 1947 году диграф нг был официально отменён, однако в 1954 снова был восстановлен.
В 1953 году в диграф Нг нг был заменён буквой Ӈ ӈ, кроме того были добавлены буквы Ө ө и Ӫ ӫ. Однако в учебной литературе (которая издавалась, преимущественно, в Ленинграде) эти буквы стали использоваться только с начала 1960-х годов, а в литературе, издаваемой в районах расселения эвенов они долгое время не находили применения.
Огромная территория расселения эвенов, различия в диалектах, наличие тех или иных литер в типографских шрифтах обусловили то, что в разных регионах стихийно стали возникать разные варианты эвенской письменности. Единой оставалась только учебная литература для начальной школы, изданная в Ленинграде или Москве.
Так, в Якутской АССР с начала 1960-х годов сложилась местная форма записи эвенского языка, графически приближенная к якутской письменности. В 1982 году эта форма был узаконена решением местных властей, но уже в 1987 отменена, продолжив при этом использоваться неофициально (например, в газете «Илкэн». Отличием этой формы стало использование знака Ҥ ҥ вместо нормативного Ӈ ӈ, использование дополнительных знаков Ҕ ҕ, Һ һ, Ү ү, Ө ө, Дь дь, Нь нь (Ү ү официально в алфавит не вводился, но на практике использовался), а также отображение долгих гласных путём их удвоения.
В Магаданской области и на Чукотке основным отличием местного варианта эвенской письменности от нормативной стало использование знака Н’ н’ вместо Ӈ ӈ, а также О о, У у вместо Ө ө и Ёё вместо Ӫ ӫ. С 1983 года Магаданская область, а с 1993 и Чукотка перешли на официальный алфавит. При этом на Чукотке в местной печати специфические знаки эвенской письменности вводились не одновременно — сначала Ӈ ӈ, потом Ө ө и наконец Ӫ ӫ. В ряде чукотских эвенских изданий отмечено использование знака Ӄ ӄ.
В Камчатской области эвенский язык стал использоваться в местной печати с конца 1980-х годов. В локальном варианте эвенской письменности использовался алфавит, принятый в 1940-х годах. В начале XXI века эвенские СМИ Камчатки (газета «Абориген Камчатки») перешли на официальный вариант эвенского алфавита.
Таким образом, за пределами школьного образования, которое всегда и повсеместно велось на литературном эвенском языке, сложилось 4 региональных варианта эвенской письменности и орфографии:
1. Литературный язык на основе восточного говора (Магаданская область, Чукотка)
2. Камчатская письменная форма
3. Индигирская письменная форма (Якутия)
4. Саккырырская письменная форма (Якутия)

Две последних формы не имеют различий в алфавите, но различаются в отношении орфографии.
| А а     | Б б | В в     | Г г     | Д д      | Е е       | Ё ё      | Ж ж          | З з           |
| [a] [ə] | [b] | [w]     | [g] [ɣ] | [d] [dʒ] | [ie] [je] | [o] [jo] | [ʒ]          | [z]           |
| И и     | Й й | К к     | Л л     | М м      | Н н       | Ӈ ӈ      | О о          | Ө ө           |
| [i] [ɪ] | [j] | [k] [q] | [l]     | [m]      | [n] [ɲ]   | [ŋ]      | [o]          | [ɵ]           |
| ӫ       | П п | Р р     | С с     | Т т      | У у       | Ф ф      | Х х          | Ц ц           |
| [ɵ]     | [p] | [r]     | [s]     | [t]      | [u] [ʊ]   | [f]      | [h]          | [ts]          |
| Ч ч     | Ш ш | Щ щ     | ъ       | Ы ы      | ь         | Э э      | Ю ю          | Я я           |
| [tʃ]    | [ʃ] | [ɕ]     | —       | [i] [ɪ]  | —         | [e] [ə]  | [u] [ʊ] [ju] | [ɪa] [a] [ja] |

## Таблица соответствия алфавитов
| Кириллица | МФА             | Латиница 1931—1939 | Примечание |
| --------- | --------------- | ------------------ | --- |
| А а       | /a/, /ə/        | A a Ә ә Ә̄ ә̄        | |
| Б б       | /b/             | B в                | |
| В в       | /w/, /v/        | W w                | |
| Г г       | /g/, /ɣ/        | G g                | Между гласными, после гласного перед согласными и в конце слова произносится как /ɣ/                                                      |
| Д д       | /d/, /d͡ʒ/       | D d Ӡ ӡ            | Перед ь, я, е, ё, ю, и, ӫ произносится как смягченное дж                                                                                  |
| Е е       | /i͡e/, /e/, /je/ | E e Ә ә Ә̄ ә̄        | Обозначает дифтонгоид /i͡e/ в начале слова, после согласных, кроме позиции после согласных д и н. После гласных обозначает звук /je/, /jə/ |
| Ё ё       | /o/, /jo/       | O o (Jo jo)        | В позиции после согласных д и н обозначает гласный /o/. После гласных обозначает звук /jo/                                                |
| Ж ж       | /ʒ/             | Z z                | В заимствованиях |
| З з       | /z/             | Z z                | В заимствованиях |
| И и       | /i/, /ɪ/        | I i                | |
| Й й       | /j/             | J j                | |
| К к       | /k/, /q/        | K k                | |
| Л л       | /l/, /ʎ/        | Ll                 | |
| М м       | /m/             | M m                | |
| Н н       | /n/ /ɲ/         | N n Ņ ņ            | Перед ь, я, е, ё, ю, и, ө, ӫ произносится как мягкий нь                                                                                   |
| Ӈ ӈ       | /ŋ/             | Ŋ ŋ                | |
| О о       | /o/             | O o                | |
| Ө ө       | /ɵ/             | O o U u            | |
| ӫ         | /ɵ/             | O o U u            | Обозначает тот же звук, что и выше, но в позиции после согласных д и н смягчает их                                                        |
| П п       | /p/             | P p                | |
| Р р       | /r/             | R r                | |
| С с       | /s/             | S s                | |
| Т т       | /t/             | T t                | |
| У у       | /u/, /ʊ/        | U u                | |
| Ф ф       | /f/             | F f                | В заимствованиях |
| Х х       | /h/, /x/        | H h                | |
| Ц ц       | /ʦ/             | C c                | В заимствованиях |
| Ч ч       | /ʧ/             | (Є є) C c          | |
| Ш ш       | /ʃ/             | S s                | В заимствованиях |
| Щ щ       | /ɕː/            | (Sc sc)            | В заимствованиях |
| Ъ ъ       | /◌./            | —                  | В заимствованиях и некоторых эвенских словах перед я и е                                                                                  |
| Ы ы       | /ɯ/             | I i                | После д и т и в заимствованиях |
| Ь ь       | /◌ʲ/            | —                  | В заимствованиях |
| Э э       | /e/             | E e Ә ә Ә̄ ә̄        | |
| Ю ю       | /u/, /ʊ/, /ju/  | U u (Ju ju)        | В позиции после согласных д и н обозначает гласные /u/, /ʊ/. После гласных обозначает звук /ju/, /jʊ/                                     |
| Я я       | /ɪa/, /a/, /ja/ | Ja ja A a          | Произносится как иа после гласных. В позиции после согласных д и н обозначает гласные /а/                                                 |